# 이탈리아계 미국인 민권동맹
이탈리아계 미국인 민권동맹(영어: Italian-American Civil Rights League; IACRL)는 1970년대 초 뉴욕시 안팎에서 조직된 단체였다. 이탈리아계 조폭 가문인 콜롬보 패밀리가 주도했다.
1970년 4월 30일 "이탈리아계 미국인 명훼반대동맹(영어: Italian American Anti-Defamation League)"이라는 이름으로 출범했다. 이 날 콜롬보 패밀리의 두령 조지프 콜롬보가 이끄는 30여명의 이탈리아계 미국인들이 맨해탄섬의 FBI 본부 앞에서 시위를 했다. 시위 이유는 콜롬보의 아들 조지프 콜롬보 주니어가 은화를 녹여 은괴로 만들었다는 폄의로 체포된 것을 항의하기 위해서였다.  또한 콜롬보는 자신과 자기 가족이 이탈리아계 범죄조직의 두령으로 몰려(사실이었지만 그는 지속적으로 부인했다) 연방법집행기관들에게 부당한 처사를 당하고 있다고 호소했다.
마피아 두목이 끌고 온 30여명에서 시작한 시위대는 며칠 만에 5000여 명으로 불어났고, 그들은 콜롬보의 변호사 배리 슬롯닉(Barry Slotnick)의 제안에 따라 "이탈리아계 미국인 민권동맹"이라는 이름을 자칭했다. 이후 두 달만에 후원회원이 4만 5,000 명에 달했고 6월 28일에는 콜럼버스 서클에서 가두행진을 벌였다. 같은 해 11월 프랭크 시나트라가 매디슨 스퀘어 가든에서 그들을 지지하는 자선공연을 하면서 더욱 탄력을 받았다.
1971년 6월 28일 콜럼버스 서클에서 벌어진 두 번째 가두집회에서 흑인 청년 제롬 존슨(Jerome A. Johnson)이 조지프 콜롬보를 저격했다. 존슨은 그 즉시 콜롬보의 경호원들에게 사살되었고, 콜롬보는 즉사하지는 않았으나 1978년 죽을 때까지 전신불수가 되었다.